# 정령광
정령광(丁令光, 485년 ~ 527년 1월 3일(음력 526년 11월 15일))은 중국 남북조 시대 남제와 양나라 때 사람이다. 정중천(丁仲遷)의 딸이고 양 무제의 첩으로 양나라 건국 뒤 무제의 귀빈이 되었다.

## 생애
번성(樊城)에서 태어났다.
498년에 14세의 나이로 당시 옹주자사(雍州刺史)였던 무제와 결혼했다. 무제가 거병할 당시에는 출산 때문에 옹주에 머물렀다가 501년에 건강으로 들어왔으며 이듬해인 502년 8월에 귀빈으로 봉해져 현양전(顯陽殿)에 머물렀다. 독실한 불교신자였던 무제를 위해 소식으로만 반찬을 올렸으며, 수계를 받던 날 궁전 앞에 감로가 내렸다고 한다. 526년 음력 11월 15일에 향년 42세로 죽었고 무제가 목황비(穆皇妃)로 추시했다. 이후에 아들인 간문제가 즉위한 뒤에 목황태후(穆皇太后)로 추숭했다.